# Lauter (Donau)
Die Lauter (auch Große Lauter) ist ein 42 km langer linker Zufluss der Donau im Bereich der Schwäbischen Alb im südlichen Baden-Württemberg.
Das romantische Flusstal der Großen Lauter ist auf seiner ganzen Strecke wegen zahlreicher flussgeschichtlicher, historischer und landschaftlicher Sehenswürdigkeiten ein sehr beliebtes Ausflugsziel.

## Geographie

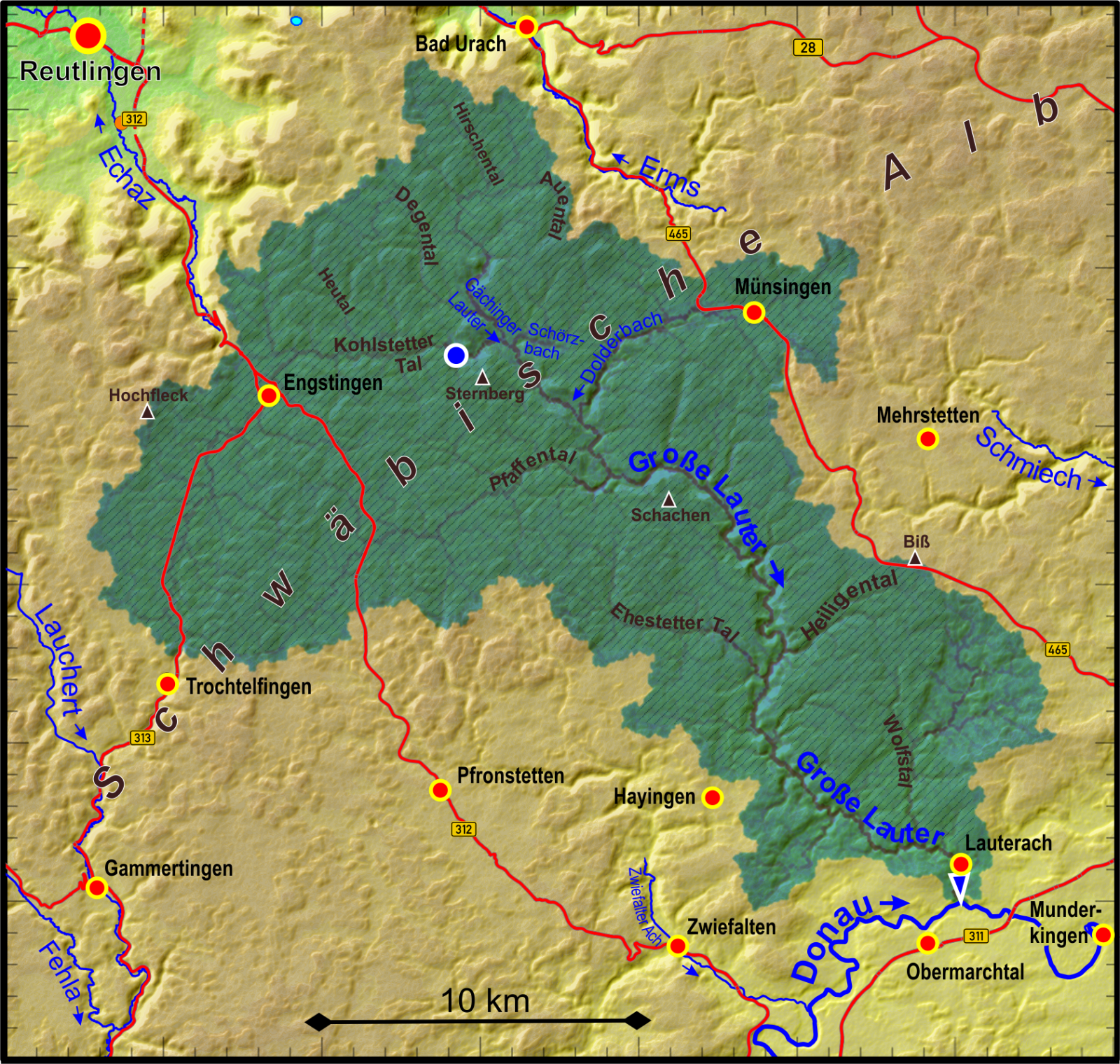
Orografisches Einzugsgebiet der Großen Lauter. Keine Oberflächenabflüsse im schraffierten Gebiet.

### Verlauf
Die Quelle der Lauter liegt am Gestütshof des Dorfes Offenhausen von Gomadingen im Landkreis Reutlingen; die Talmulde des heute kleinen Flusses setzt sich als überwiegend trockenes Kohlstetter Tal ca. 8 km weit auf- und westwärts weiter fort bis fast an den Albtrauf über dem Dorf Honau von Lichtenstein.
Die Große Lauter fließt etwa 44 km in ihrer Mulde auf dem Plateau der Schwäbischen Alb großräumig nach Südosten. Kurz hinter Obermarchtal im Alb-Donau-Kreis mündet der Fluss von links in die Obere Donau. Die Große Lauter ist heute ein kleines Flüsschen, mit einem überwiegend engen, oft schluchtartig eingeschnittenen breiten Tal, aber auch mit mehreren weiten, sanften Talabschnitten, wo das Flüsschen gemächlich mäandernd fließt. Zahlreiche Burgruinen an Engstellen säumen das Tal. Eine Fahrstraße verläuft, zwei Ausnahmen ausgenommen, durch das Tal und verbindet dessen Siedlungsplätze.

### Zuflüsse
Hierarchische Liste der Zuflüsse, jeweils von der Quelle zur Mündung. Gewässerlänge, Einzugsgebiet und Höhe nach den entsprechenden Layern auf der Onlinekarte der LUBW. Andere Quellen für die Angaben sind vermerkt.
 Auswahl. Ohne Mühlkanäle und Seitenarme.
Der Ursprung der Lauter/Großen Lauter befindet sich auf etwa 665 m ü. NHN am Gestütshof des Dorfes Offenhausen von Gomadingen.
- (Zufluss aus dem Kohlstetter Tal), von links und Westnordwesten auf etwa 660 m ü. NHN in Offenhausen, 0,3 km und 45,6 km². Entsteht auf unter 665 m ü. NHN wenig vor Offenhausen zuunterst in einem sehr viel längeren Trockental.
Nach diesem ersten Zufluss läuft die Lauter zunächst etwa in dessen Richtung ostwärts.
- Gächinger Lauter, von links und insgesamt Westnordwesten auf 655,8 m ü. NHN[LUBW 4] am Ortseingang von Gomadingen, 4,0 km und 53,6 km².[LUBW 5] Entsteht auf etwa 677 m ü. NHN in St. Johann-Gächingen an der Bachstraße.
An diesem Zufluss wendet sich die Lauter in etwa dessen Richtung auf südwestlichen Lauf.
  - Lonsinger Graben, von rechts und insgesamt Nordnordosten auf unter 675 m ü. NHN am Südrand von Gächingen, 2,5 km.[LUBW 6]--> Entsteht auf etwa 687 m ü. NHN in der Heide nördlich von St. Johann-Lonsingen. Sehr unbeständig.
- Schörzbach, von links auf unter 655 m ü. NHN gegenüber der Martinskirche in Gomadingen, 1,8 km und 7,7 km². Entsteht auf etwa 677 m ü. NHN nahe der Straße Am Schörzbach in Gomadingen-Steingebronn.
  - (Bach aus dem Tiefental), von rechts und Norden auf 662,5 m ü. NHN[LUBW 4] an der Abfahrt nach Gomadingen von der L 230, 0,6 km und ca. 3,6 km².[LUBW 6] Die Quellen liegen auf bis etwa 676 m ü. NHN wenig östlich des Gestüts Charlottenhof von Gomadingen weit unten in einem längstenteils trockenen Tal.
- Dolderbach, Oberlaufname Stadtbach bis zum Dolderbrunnen, von links und Nordosten auf 642,7 m ü. NHN[LUBW 4] bei Gomadingen-Marbach an der Lauter, 2,6 km und 35,1 km².[LUBW 5] Entsteht auf etwa 697 m ü. NHN am Westrand von Münsingen beim Ende der Straße Wiesenthal. Am Oberlauf anfangs unbeständig.
- Läuterle, von rechts und Westen auf etwa 633 m ü. NHN am Ortanfang von Gomadingen-Wasserstetten, 0,4 km und 22,9 km². Die Quellen liegen auf etwa 647 m ü. NHN im unteren Brunnental.
- (Abfluss des Holderbrunnens), von rechts und Westen auf etwa 631 m ü. NHN am Ortsende von Wasserstetten, 0,1 km und 2,9 km². Entspringt auf etwa 632 m ü. NHN am Ortsrand von Wasserstetten.
- Rossbach, von links und Nordwesten auf etwa 609 m ü. NHN in Münsingen-Buttenhausen, unter 0,3 km und 4,5 km². Entspringt auf etwa 630 m ü. NHN am Unterhang des Galgenberges am nördlichen Ortsrand von Buttenhausen. Im Einzugsgebiet liegt vor allem das Trockental Heimtal.
- Tiefentalbach, von rechts und Nordwesten auf etwa 587 m ü. NHN unter der Burgruine Derneck östlich von Hayingen-Münzdorf, 2,3 km und 21,5 km². Entsteht auf etwa 663,8 m ü. NHN[LUBW 4] am Talknick des Ehestetter Tals zum Tiefental. Unbeständig.
- (Bach aus dem Langen Tal), von links und Nordosten auf etwa 580 m ü. NHN in Hayingen-Anhausen an der Straßenbrücke über die Lauter, 0,2 km und 3,2 km². Entspringt auf unter 590 m ü. NHN am nordöstlichen Rand von Anhausen neben der K 6752 von Hayingen-Kochstetten her.
- (Bach aus dem Schneiderstal), von rechts und Südosten auf unter 555 m ü. NHN kurz nach der Stadtgrenze vor Ehingen-Unterwilzingen, 2,6 km und 5,3 km². Entspringt auf etwa 615 m ü. NHN wenig südwestlich von Hayingen-Oberwilzingen beim Gewann Grünen. Am Unterlauf unbeständig.
- (Bach von den Bannäckern), von rechts und Südsüdosten auf etwa 548 m ü. NHN westnordwestlich unter Lauterach-Reichenstein, 0,5 km und unter 0,3 km².[LUBW 6] Entsteht auf etwa 602 m ü. NHN wenig südwestlich von Reichenstein an den Bannäckern.
- Brünnelesbächle, von links und Nordnordosten auf etwa 518 m ü. NHN kurz vor Lauterach, 1,6 km und 2,1 km². Entspringt auf etwa 635 m ü. NHN im Wald Schiebeleiche.
  -  Durchfließt auf etwa 615 m ü. NHN einen Teich kurz vor dem Flurgewann Mahlstetten, etwas über 0,1 ha.
  - (Anderer Quellabfluss), von rechts und zuletzt Osten im vorgenannten Teich, 0,3 km und unter 0,2 km².[LUBW 6] Entsteht auf etwa 625 m ü. NHN wenig südwestlich der Hauptquelle. Ein noch kürzerer Quellabfluss mündet diesem hier von links zu.

Mündung der Lauter/Großen Lauter von links und zuletzt etwa Norden auf 507,8 m ü. NHN zwischen Lauterach-Talheim und -Neuburg in die Donau. Der Fluss ist 42,3 km lang und hat ein 326,7 km² großes Einzugsgebiet.

### Orte
Am Flussoberlauf liegen drei Orte in großer Nähe oder direkt am Fluss, die auch nach ihrer Größe zum regional-wirtschaftlichen Zentrum Münsingen gehören: Groß- und Klein-Engstingen mit rund 5000 Einwohnern, Gomadingen mit rund 2300 Einwohnern und Buttenhausen mit rund 600 Einwohnern. Die zahlreichen weiteren Siedlungen im Tal sind in der Regel kleiner als oder allenfalls so groß wie Buttenhausen.

## Geologie

### Große Vergangenheit eines Urflusses
In Südwestdeutschland gibt es viele Flüsse, die den Namen „Lauter“ führen. Davon fließen die Große Lauter und fünf kleinere direkt auf der Schwäbischen Alb, oder beziehen ihr Quellwasser ganz oder teilweise von der Alb und entspringen nahe am Albtrauf. Die Große Lauter und ihr Vorläufer, die Urlauter, gehören neben vier weiteren in die Donau mündenden Flüssen auf der Schwäbischen Alb zu denen, die auch heute noch die gesamte Schwäbische Alb nahezu gänzlich oberirdisch durchqueren. Diese Flüsse waren schon Gerinne im mehr als zehn Millionen Jahre zurückreichenden Miozän. Die Große Lauter entwässerte damals noch das um viele Kilometer weiter nach Norden reichende Plateau der Schwäbischen Alb.
Das breite Lautertal mit seinem heute kleinen, kaum vier Meter breiten Flüsschen wurde in früheren Zeiten von einem große Wassermassen führenden Fluss in den Massenkalk des Oberjura eingetieft. Die zahlreichen Nebenflüsse der Lauter speisten den Fluss zusätzlich. Heute sind die Seitentäler aufgrund einer „reifen“ Verkarstung der gesamten Alb nahezu alle vollständig trockengefallen. Die Unterläufe der Gächinger Lauter und des Dolderbachs bei Marbach führen dem Flüsschen periodisch noch geringe Wassermengen zu.
Das hohe Alter der erst zur Graupensandrinne, danach zur Urdonau und sodann zur Oberen Donau entwässernden Großen Lauter ist durch geologische Publikationen in Bild und Text belegt. In mehreren, langen Zeitabschnitten musste sich die Große Lauter – immer der Eintiefung und dem wechselnden Verlauf der Donau folgend – im harten Massenkalk eintiefen. Auf die Eintiefungen folgten seit dem späten Pleistozän zeitweise meterdicke, feinere Sedimentationen und Hochwassersedimente. Im letzten Interglazial der Würm-Eiszeit (spätes Pleistozän) und in der Warmzeit des Atlantikums kam es auch zu starken Kalktuffablagerungen. So entstand eine fruchtbare, teilweise breite, ebene Talauenlandschaft.

#### Sichtbare Relikte erdgeschichtlich früherer Zeiten

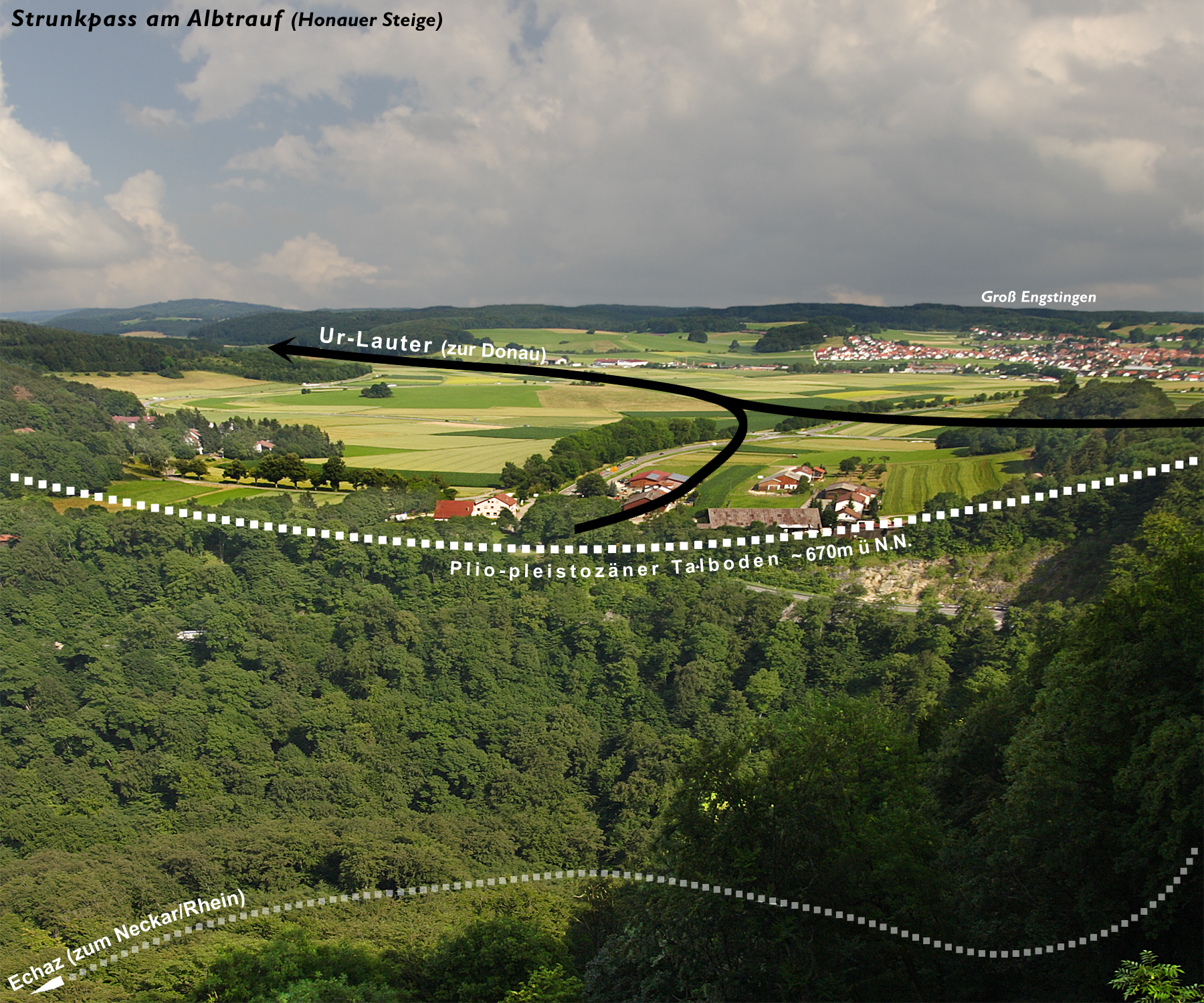
Von der „rheinischen“ Echaz angezapfte danubische Große Lauter (heute 7,9 km Trockental bis zur Quelle)

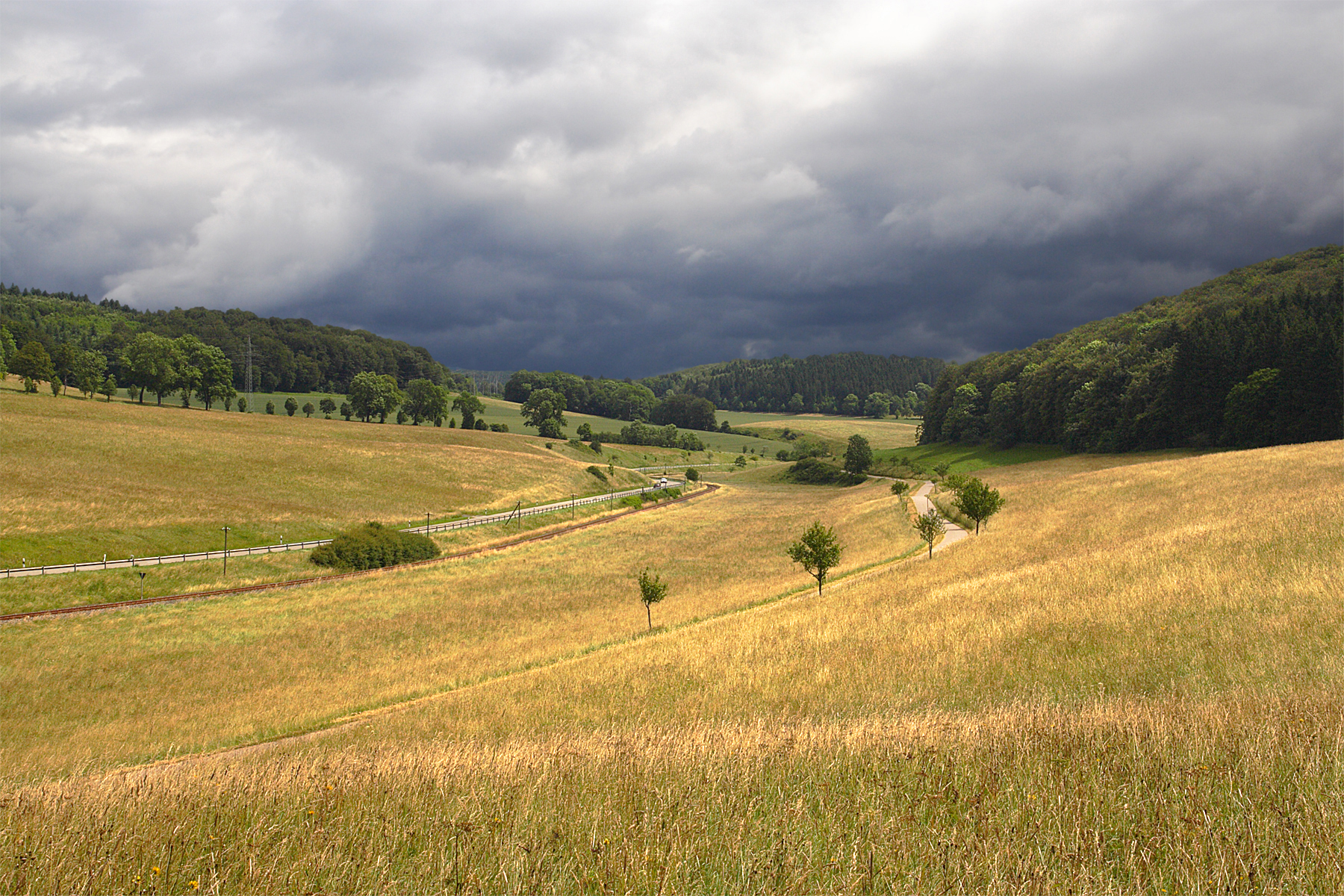
Breites Trockental der plio-pleistozänen Großen Lauter hinter Kohlstetten

Alte Quelläste, die sicher auch bis ins Albvorland reichten und mehrere der Urlauter zufließende Nebentäler bestimmten lange die Größe des Oberlaufs der Großen Lauter bis zur heutigen Karstquelle in Offenhausen. Da der Albtrauf weiter nördlich lag, war das Entwässerungsgebiet zudem wesentlich größer. Klimaschwankungen, aber generell sinkende Durchschnittstemperaturen, die „aggressiv“ in das Albplateau vorschreitenden „rheinischen“ Nebentäler – darunter die Echaz – drängten den Albtrauf zurück und schmälerten das Einzugsgebiet der Urlauter. Eine bedeutende Zwischenphase verdeutlichen die zwei Fotos. Das breite, flache plio-pleistozäne Trockental der Großen Lauter ist am Echaztobel (lokaler Albtrauf) und sieben Kilometer weiter, rund ein Kilometer oberhalb der heutigen Karstquelle, gut erkennbar.
Die Flussdynamik bildete auf der frühen Oberfläche des Albplateaus Mäander. Große Erosionskräfte und schwankende Wassermengen tieften den Fluss im harten Massenkalk allmählich ein und zwangen dabei die Mäanderschlingen – auch wenn sie ihre Schlingenform mehrfach variierten – sich ebenfalls einzutiefen. So entstanden allmählich Schlinge und Umlaufberg von Gundelfingen mit einem mächtigen, rund 100 m hohen Prallhang (siehe weiter unten).

## Stationen des Flusses bis zur Mündung
Die rheinische Echaz hat bis heute eine über 100 m tiefe Traufbucht in den Albkörper getrieben und den Albtrauf bis zum Bahnhof Lichtenstein weit zurückverlegt. Vom oberhalb der Honauer Steige liegenden Strunkpass aus setzt sich der Talboden der alten Großen Lauter bis zur aktuellen Karstquelle in Offenhausen als leicht terrassiertes Trockental fort.

### Quelle

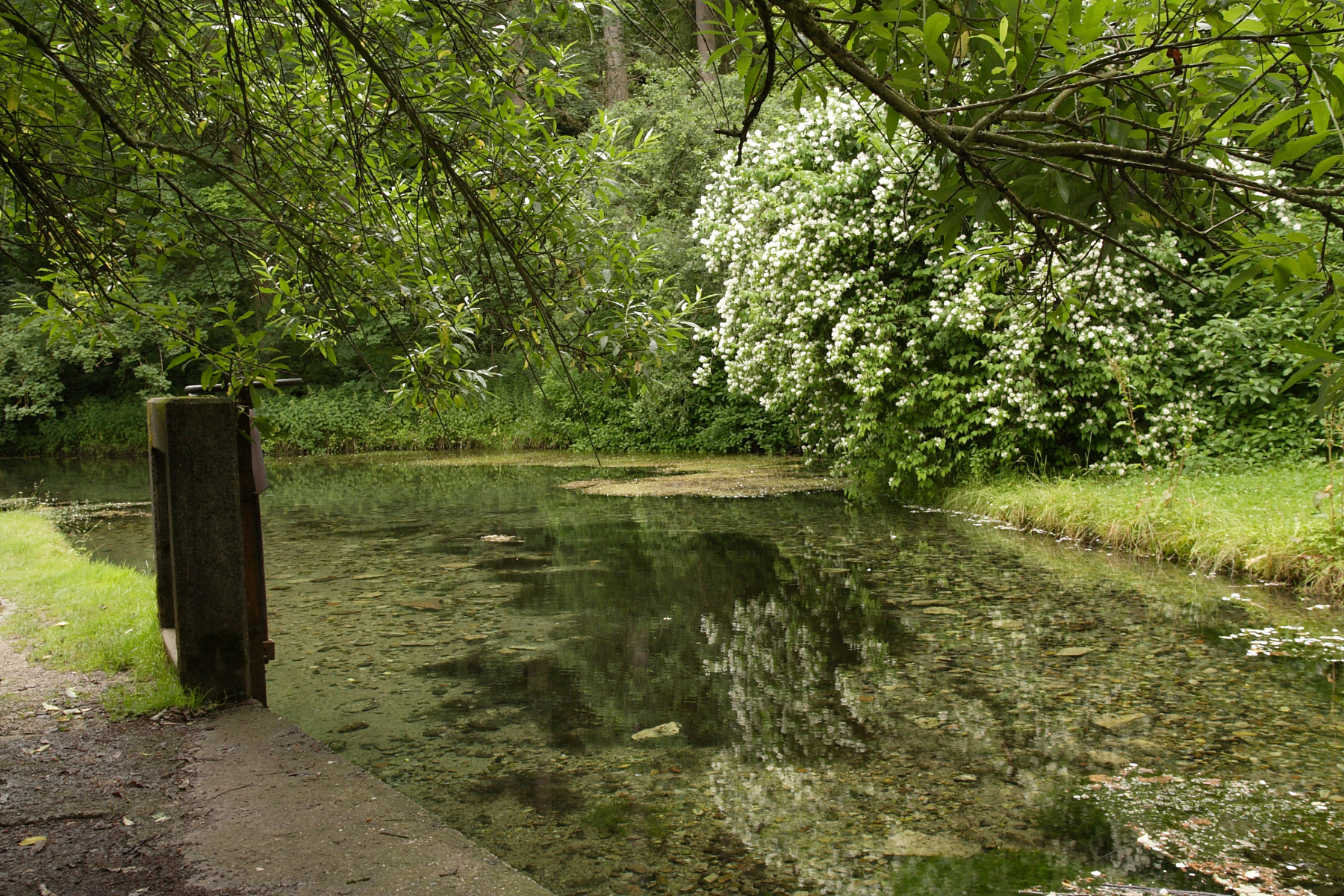
Lauterquelle innerhalb der Klostermauern

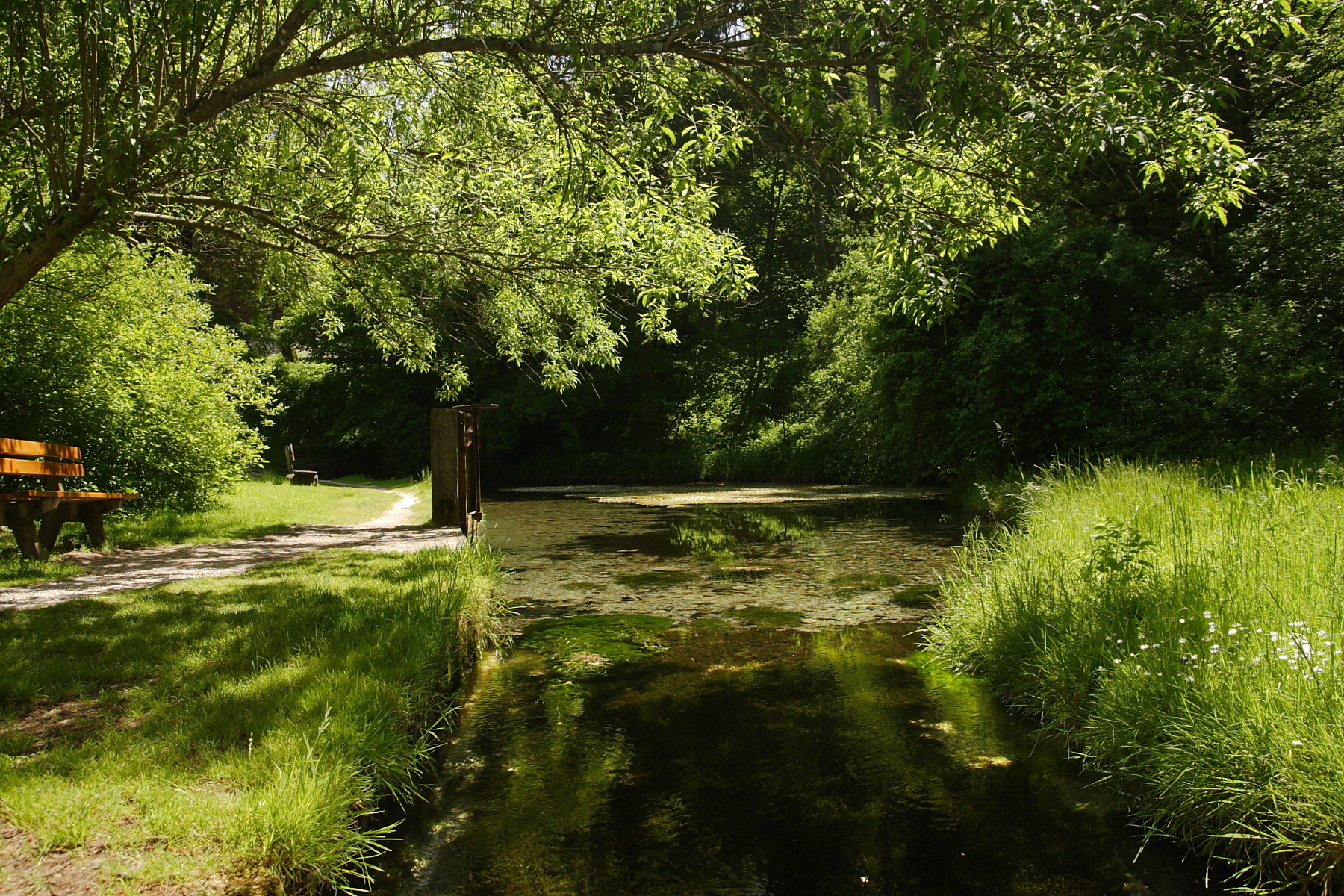
Schattiger Ruhepunkt am Quelltümpel der Großen Lauter

Die zu einem Quelltopf angestaute, unter dem Namen Ursprung der Großen Lauter, Gomadingen-Offenhausen als Geotop geschützte Karstquelle entspringt aus der rechten Wand des von Kohlstetten kommenden Trockentals der Großen Lauter aus dem Unteren Massenkalk (Niveau der Unteren Felsenkalk-Formation/Kimmeridgium/ki2), in Offenhausen. Der Quellsee liegt idyllisch innerhalb eines großen Areals, welches an drei Seiten von der noch intakten Mauer eines ehemaligen Frauenklosters umgeben ist. Die früher als Heuscheune entwidmete Klosterkirche (heute Gestütsmuseum), die Pferdeställe und landwirtschaftlichen Gebäude gehören zum Haupt- und Landgestüt Marbach.

### Mäanderndes Tal
Von Marbach bis zum Eintritt in den harten Massenkalk vor Hundersingen und erneut nach dem Gundelfinger Umlaufberg bis zur kleinen Gefällestufe beim Hohen Gießel/Karstquelle Blaubrunnen hat die Lauter schöne Mäander gebildet. Mäander bilden sich immer, wenn bei relativ geringem Sohlengefälle, verhältnismäßig breitem Tal mit Abschwemmmassen von saisonalem oder anderweitig klimatisch bedingtem größeren Wasserreichtum und keinen massiven Hindernissen, die Flusswasserdynamik lange genug wirkt. Aber auch in den felsigen Abschnitten haben sich ursprünglich oberflächennahe Mäander, je nach den Schichtverhältnissen des Reliefs ins Gelände eingetieft. Heute ist in diesen Abschnitten die Topografie der Lauter durch Gebirgsmäander geprägt.
Einer der typischen Ausblicke auf einen verkarsteten Albfluss bietet sich in Bichishausen. Am Horizont biegt die Lauter nach rechts in die große Schlinge, die sie um den nicht ganz abgeschnürten Umlaufberg beim Dorf Gundelfingen führt. Unter der Oberfläche des fruchtbaren Talbodens befinden sich Aufschüttungssedimente, u. a. Kalk-Gerölle, Hangschutt, Grobkies, mehr oder weniger organische Substanz, steiniger Lehm, Torf. Ein Phänomen ist die unterschiedlich starke, durchgehende Kalktuffbarre, die sich in der Warmzeit der letzten Eiszeit-Epoche gebildet hat. Das geologisch markante Kalktuffsediment setzte sich auch nach dem Horizont noch über weitere 2 km ab – über die ganze Gundelfinger Schlinge bis zur Mündung des Heiligentals, südlich des Fleckens Wittsteig. Die für die heute kleine Große Lauter große Talbreite geht auf erdgeschichtliche Epochen zurück, in denen der Fluss nicht nur in Hochwasserzeiten erheblich größer war. Im Vordergrund des Fotos steht der Turm der 1735 im Barockstil erbauten katholischen Pfarrkirche.

### Umlaufberg

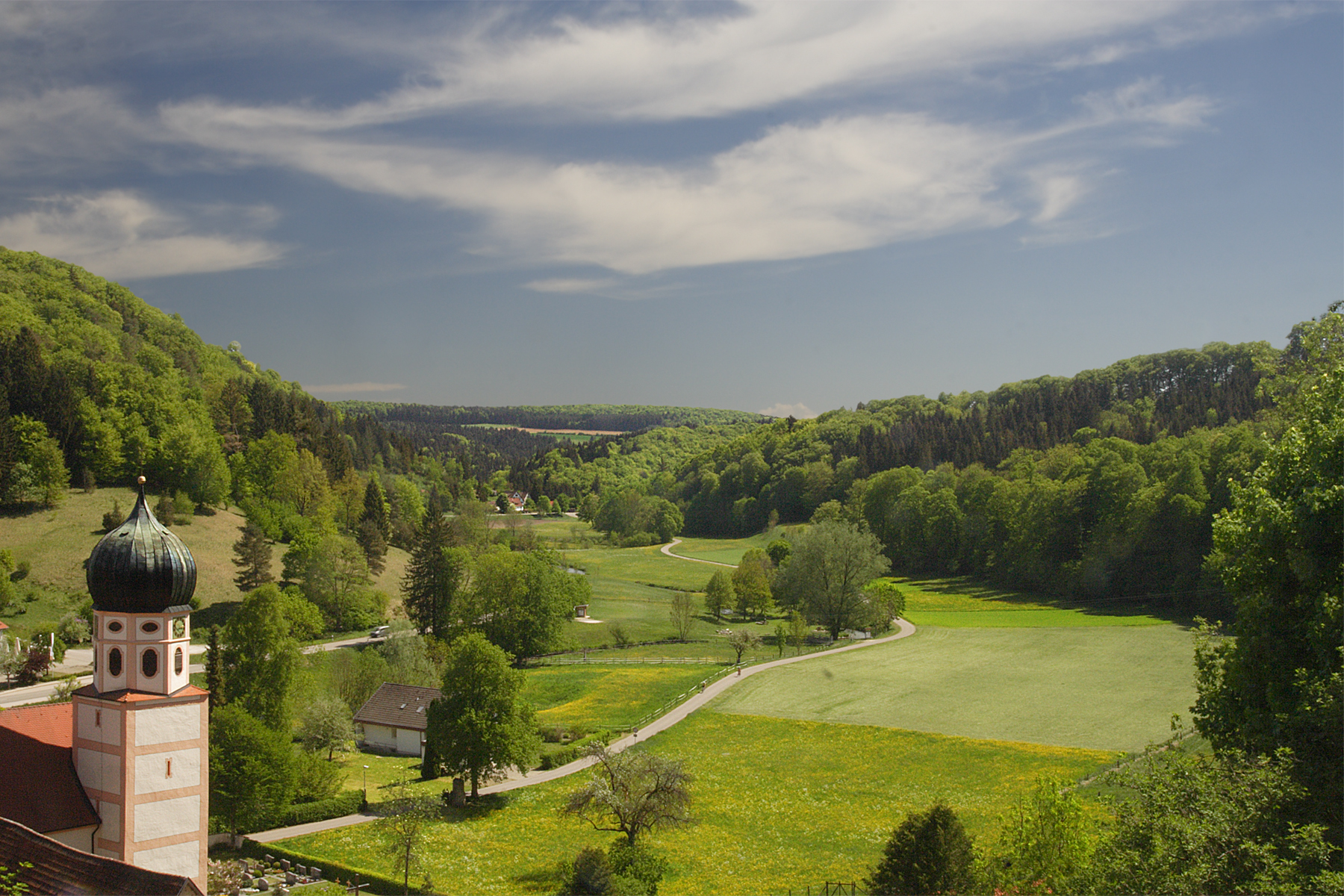
Blick von Bichishausen über das breite Lautertal

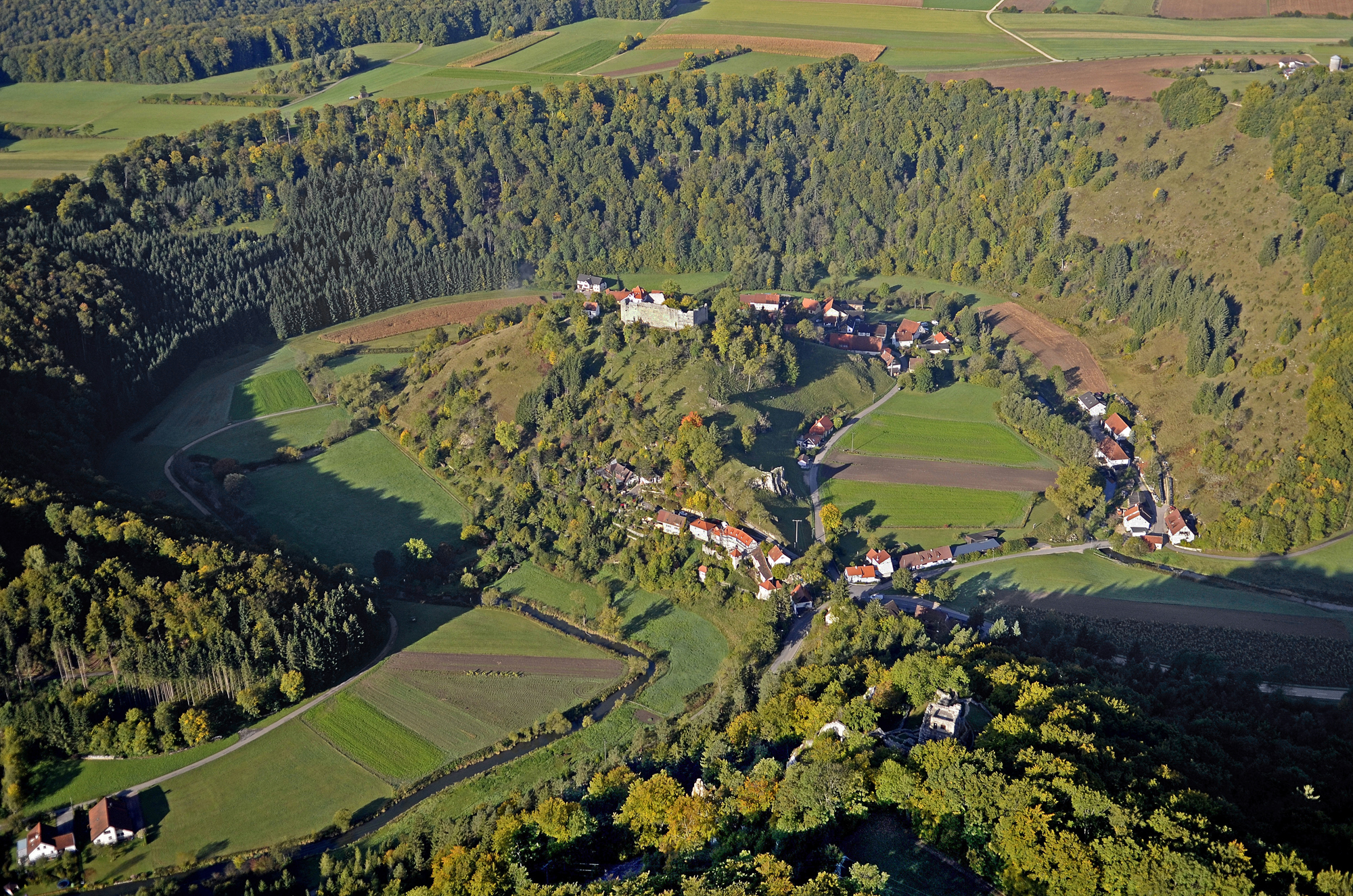
Fast abgeschnürter Umlaufberg der Lauter bei Gundelfingen

Eine Mäanderschlinge einer frühen, auf einer noch kaum eingetieften Alboberfläche fließenden Großen Lauter grub sich an der Gundelfinger Lauterschlinge sukzessive im harten Massenkalk ein. Das modellierte allmählich den Umlaufberg und den mächtigen Prallhang heraus. Die rechte Flanke des Prallhangs, eine Bürzel genannte Wacholderheide, diente der Beweidung durch Schafherden. Das heute klein geschrumpfte Lauterbett und der besonders an den beiden Flanken des Umlaufbergs aufgeschüttete Gleithang boten viel Platz für Acker- und Weideflächen und für das kleine Dorf Gundelfingen. Die Nord-Süd-Autostraße des Lautertals überwindet auf kürzestem Wege den nur noch wenige Meter über dem Flusstal liegenden Sporn des Umlaufberges.

### Schluchtartiges Tal

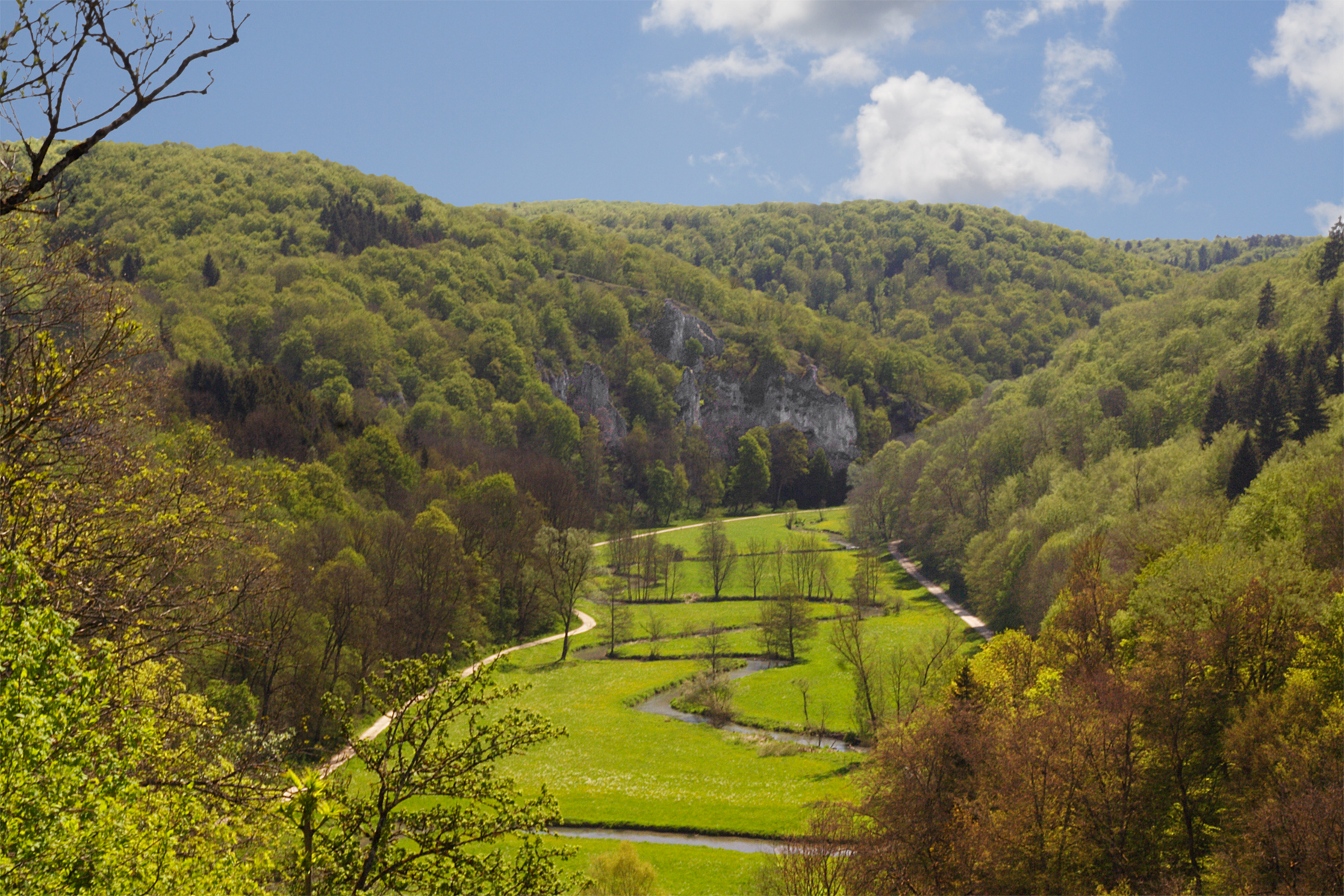
Mäander im ersten Lautertalabschnitt

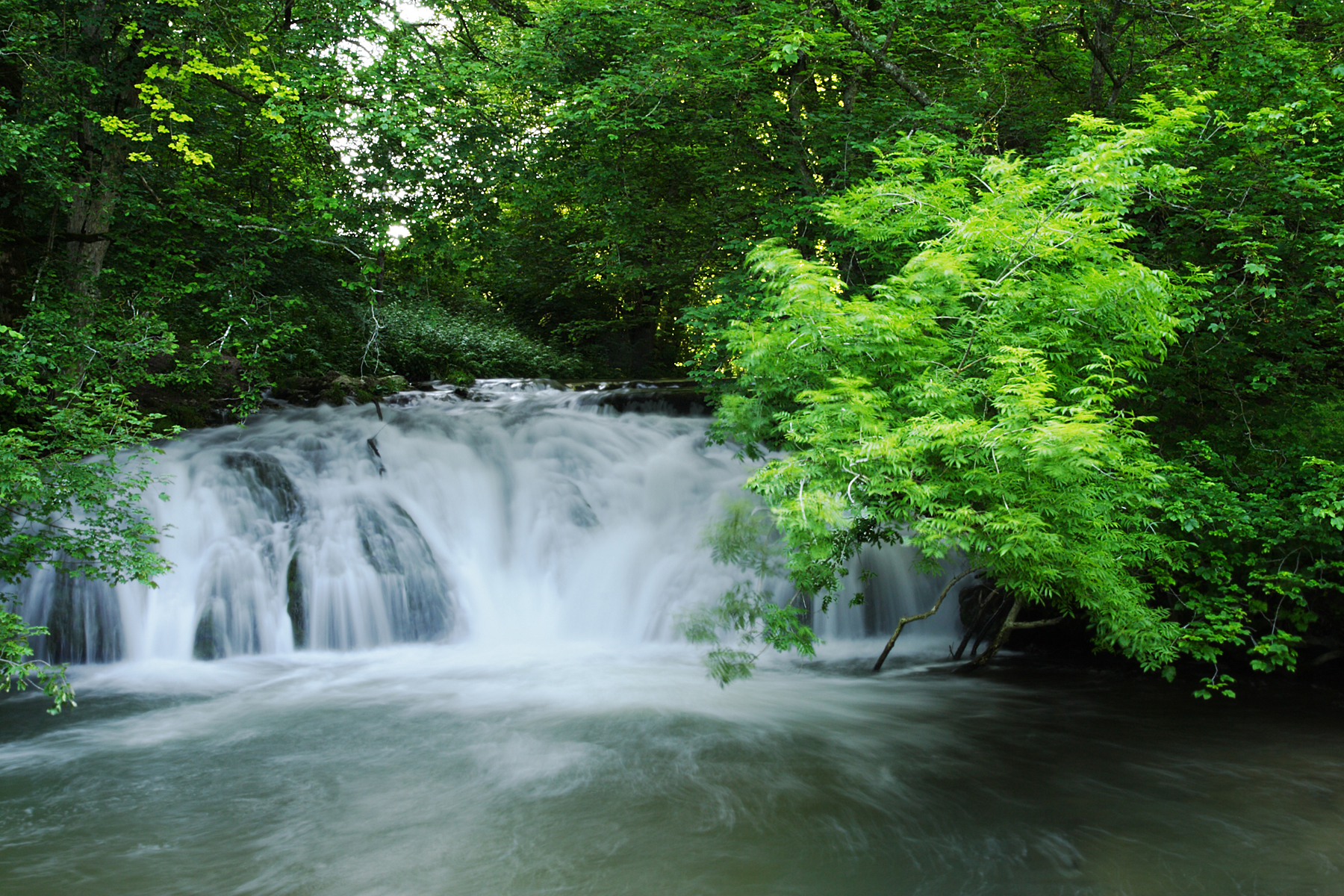
„Hoher Gießel“, Geländestufe im ersten Lautertalabschnitt

Die beiden Talabschnitte Anhausen-Unterwilzingen-Laufenmühle (5,4 und 2,3 km), wo sich die Lauter durch Massenkalkfelsen erodieren muss (mit 1,3 km Unterbrechung eines flach-breiten Talabschnitts), können und dürfen nur zu Fuß oder mit dem Fahrrad bewältigt werden. Die Lauter hat hier steile Hänge produziert. Vom Talweg sichtbare schroffe Felsen verdeutlichen, dass die Flusseintiefung im felsig-harten Gelände schwierig war, sie zwangen den Fluss immer wieder zu mäandernden Richtungswechseln. Meistens verbirgt ein dicht bis zum Talboden reichender und auch jeden humosen Felsvorsprung nutzender Bewuchs mit Laubbäumen und Büschen den Blick auf schroffe Felswände. Ein flacher sedimentierter Talboden mit dem armseligen Lauter-Rinnsal lässt gerade mal Platz für einen Wiesenteppich und einen Schotterweg.

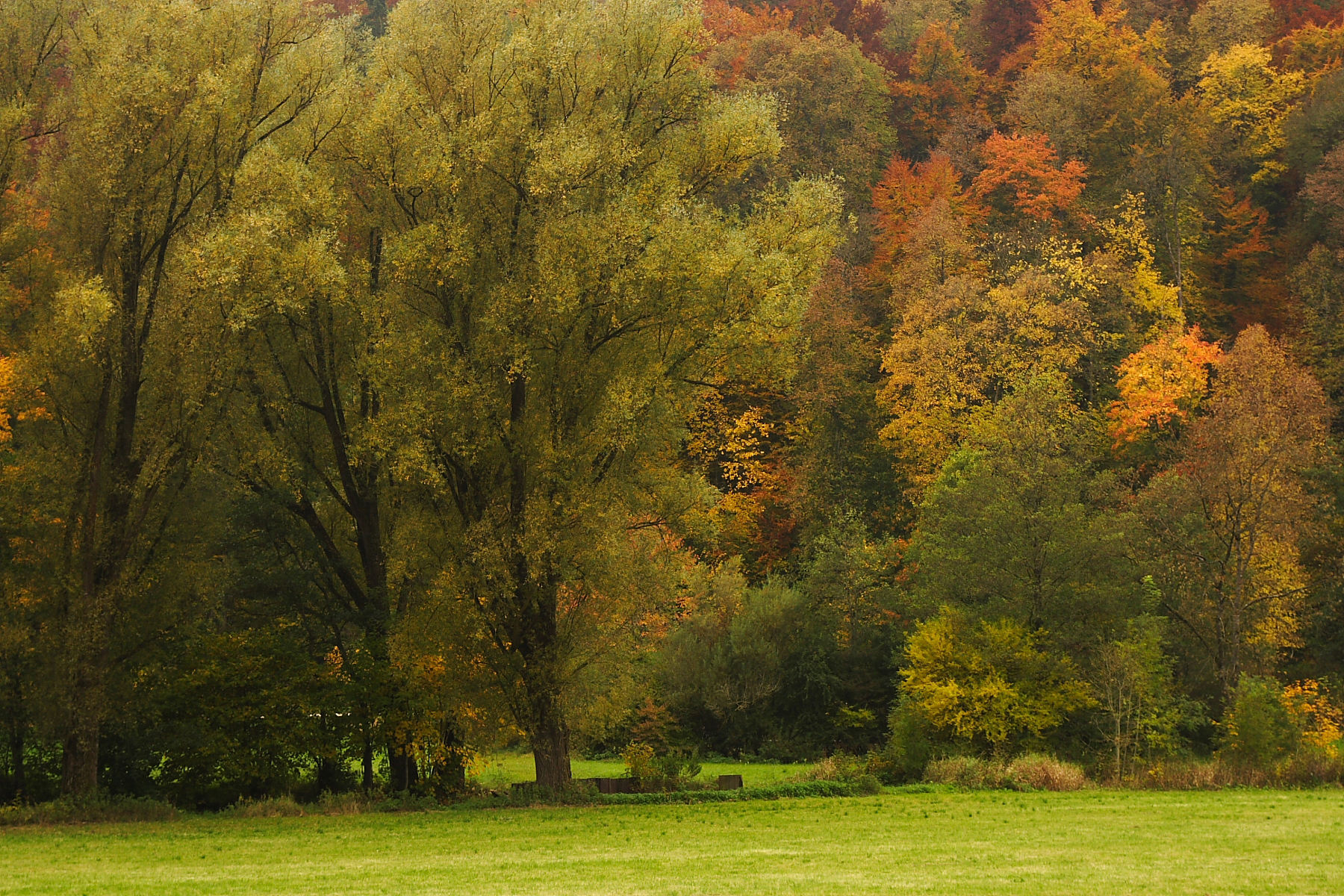
Bäume bis zum Talboden

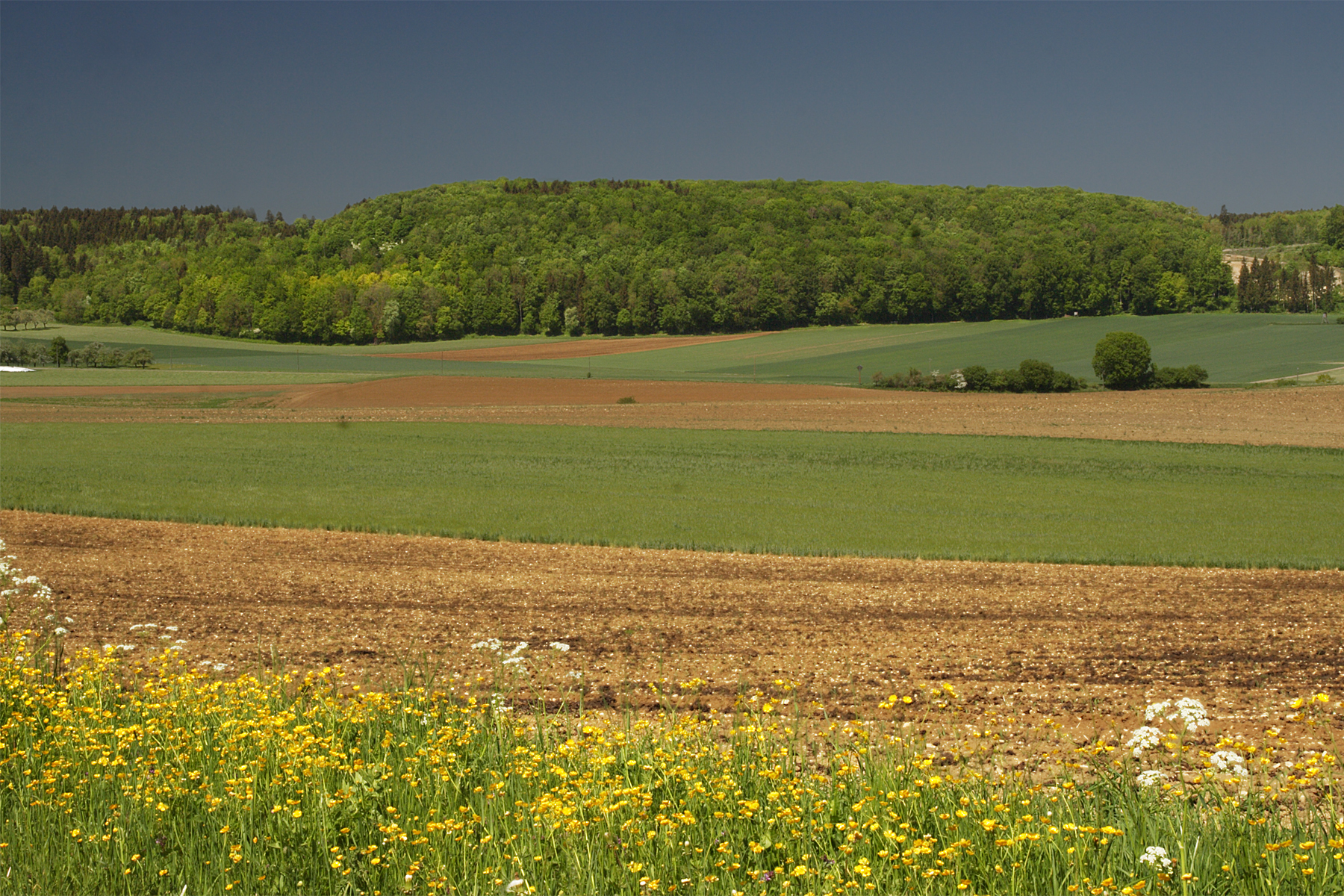
Sichtbare große Verwerfung (100–115 m) bei Oberwilzingen

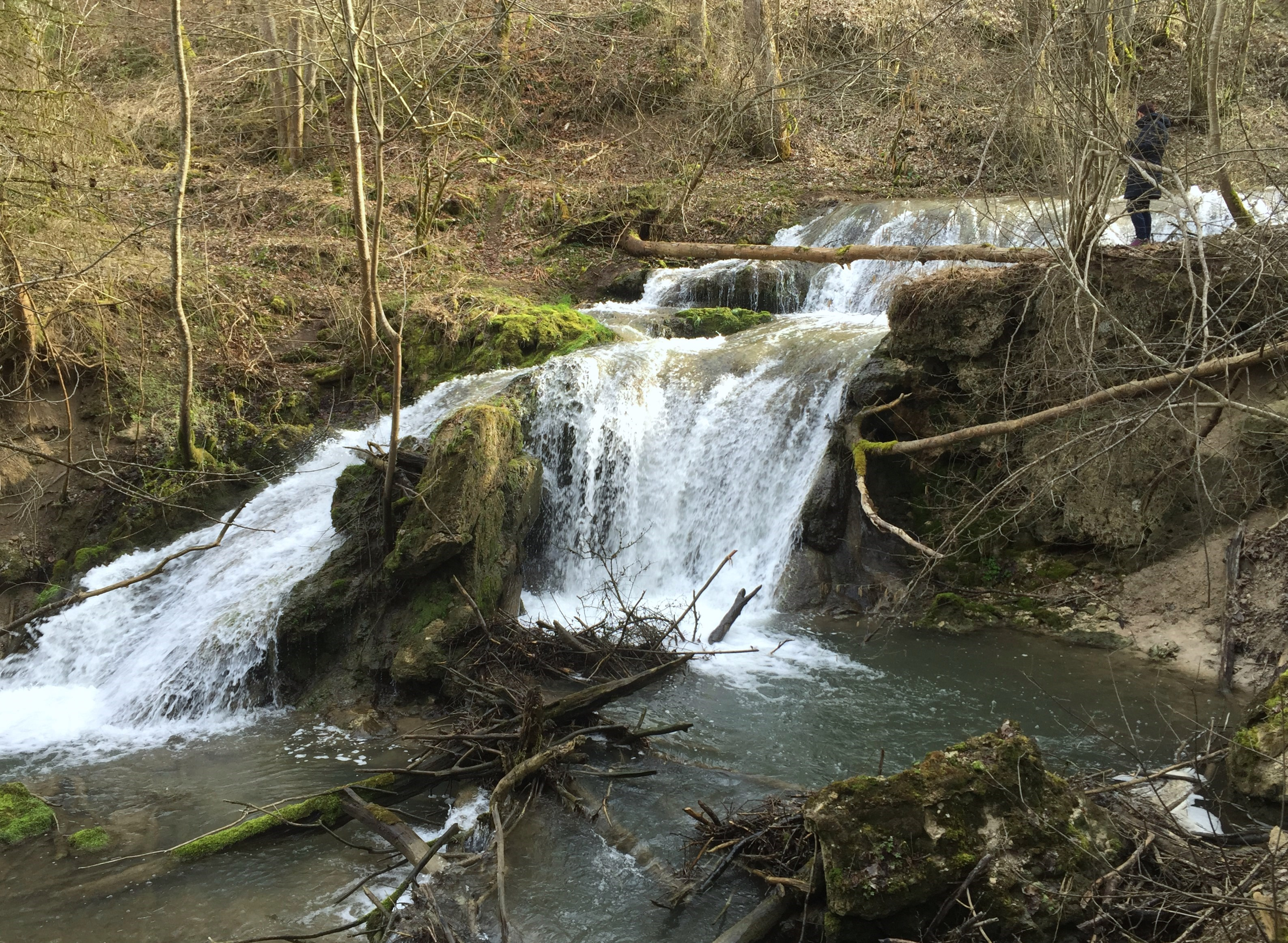
Stufiger Wasserfall über großer Kalktuffbarre an der Laufenmühle

Abgesehen davon, dass der Bau einer Autostraße hier ein sehr kostspieliges Unterfangen gewesen wäre, wenn dadurch die Landschaft nicht zerstört werden soll, hat hier die Vernunft, vielleicht auch die Ehrfurcht vor der Grandiosität der Natur, gesiegt. Wo anderswo im Tal eine Autostraße vorhanden ist, ermahnen Warnschilder insbesondere Motorradfahrer, die Tal-Bewohner nicht durch Motorlärm zu stören. Vor allem an Wochenenden scheint der Text seine Berechtigung zu haben: „Langsam und leise fahren, sonst droht Fahrverbot!“
Im ersten Schluchtteil liegen auf halber Strecke der rund vier Meter hohe, durch eine Kalktuffterrasse abgestufte Geotop Hoher Gießel und geologisch mit dieser Gefällstufe zusammenhängend an der Unterkante der Kalktuffterrasse die Karstquelle Blaubrunnen. Weiterführende geologische Publikationen zu diesen Erscheinungen sind sehr rar.
Drei Kilometer hinter Anhausen quert die Lautertal-Störung, eine in drei Bewegungs- und Altersstufen gegliederte rund 15 km lange Verwerfung. Der jüngste, obermiozäne Teil der Verwerfung, südlich des Lautertals bei Oberwilzingen, hat dort eine Abschiebungsstufe von 100 bis 115 Metern hinterlassen. Die Verwerfung der südlichen Scholle ist auch mit dem bloßen Auge gut erkennbar. Die Verwerfung wirkte sich aber auf Fluss und Tal nicht aus.
Am Ende des zweiten straßenfreien Abschnitts (bis zur Laufenmühle) endet die zweite, 1,7 km lange Kalktuffbarre der Unteren Großen Lauter. Auf dem Foto (Wasserfall an der Laufenmühle), ein rund sieben Meter hoher, gestufter Karstwasserfall, ist das dicke Kalktuff-Sediment noch deutlich erkennbar. Dort an der Laufenmühle wurde bis etwa 1950 in einem Steinbruch eine rund 60 m starke Kalktuffschicht abgebaut.

## Besonderheiten in Orten am Fluss

### Offenhausen

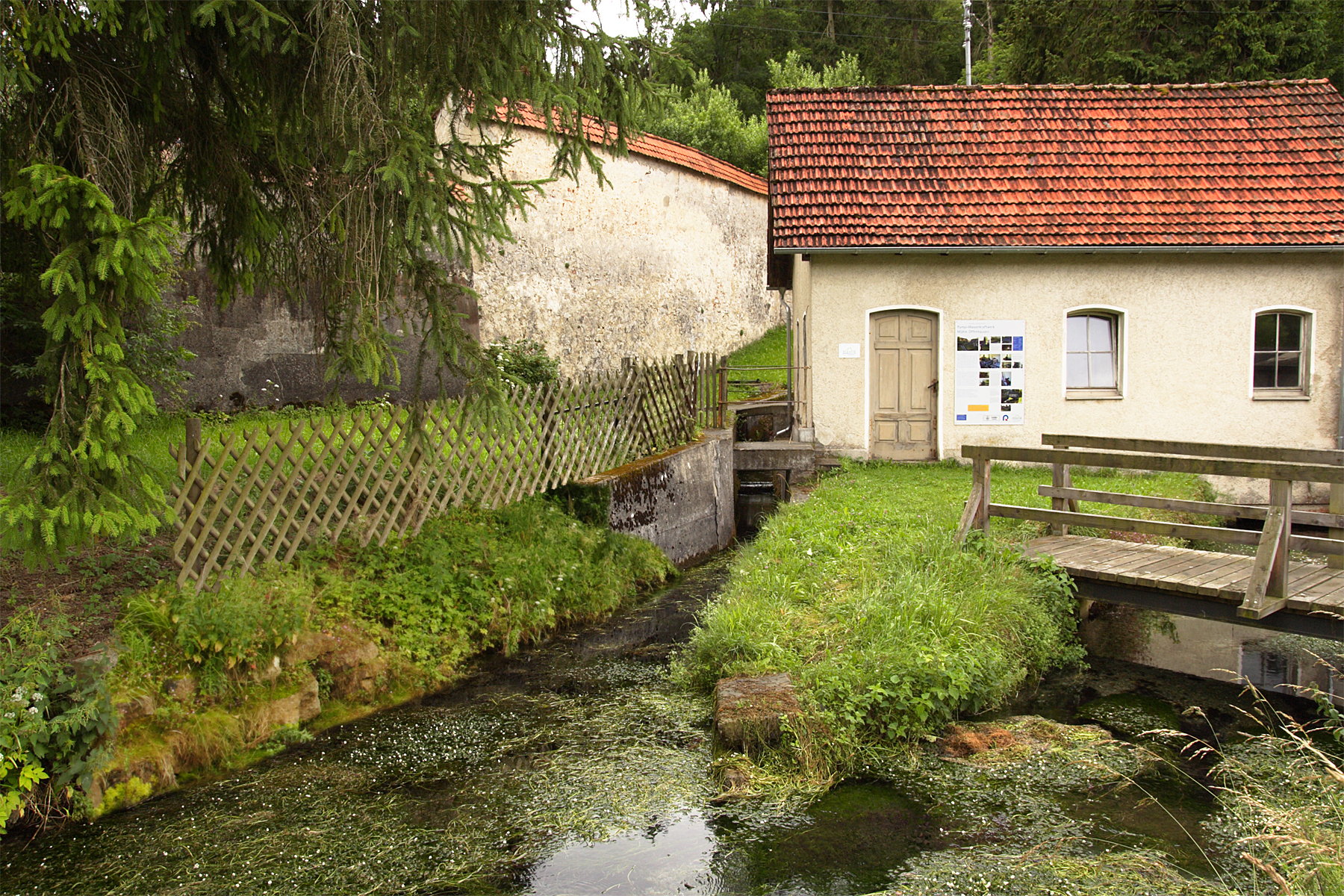
Reaktiviertes Wasserkraftwerk (restauriert) mit Wasser der hinter der Klostermauer liegenden Lauterquelle

#### Wasserkraftwerk
Unmittelbar hinter dem gestauten Quellsee der Lauterquelle und der Klostermauer stürzt das Wasser der Quelle mit einer Schüttung von ca. 200 bis 1500 l/s 3 m tiefer. Ein halbes Jahrtausend wurde die Wasserkraft für den Mühlenbetrieb genutzt, dann wurde an gleicher Stelle ein Pumphaus errichtet. Der Betrieb einer Wasserturbine im kleinen Wasserkraftwerk lieferte von 1955 bis 1976 Energie zur Stromerzeugung. Maschinenhaus und Technik wurden vom Verein zur Reaktivierung und Betrieb des Kraftwerks Offenhausen (KWO) e. V. restauriert, auch mit Mitteln eines PLENUM-Projektes. Seit 2006 fließt wieder Strom (siehe unten, Weblink Wasserkraftwerk Offenhausen). Fenster erlauben den Blick ins überschaubare Innere des Maschinenhauses; Tafeln an der Außenseite mit vier Informationenbereichen ermöglichen zu jeder Zeit vertiefte Informationen zur Thematik Wasserkraft im Lautertal.

#### Ehemaliges Kloster
Die Mauern des ehemaligen Frauenklosters Maria Gnadenzell des Dominikaner-Ordens sind noch weitgehend intakt, während der Betrieb als Kloster schon um 1600 zugunsten eines Gestüts aufgegeben wurde. Der Lauter-Ursprung liegt innerhalb der Klostermauern. Lange wurde das Gebäude der gotischen Klosterkirche als Scheune genutzt und vor wenigen Jahren zum Gestütsmuseum umgebaut. Das Museum, Ställe für Pferdezucht und weitere Gebäude sind heute eine landwirtschaftliche Zweigstelle des Landesgestüts in der Siedlung Marbach weiter unten am Fluss.

### Marbach/Grafeneck

#### Landesgestüt
Das Landesgestüt des Landes Baden-Württemberg in Marbach an der Lauter mit Zweigbetrieben in Offenhausen und St. Johann hat eine Jahrhunderte alte Tradition und ist Anlaufstelle für Pferdezüchter und Reitsportler. Im Mai finden eine jährliche Leistungsdemonstration, verschiedene Wettbewerbe und Paraden auf dem eigenen Platz statt. Die Betriebe bearbeiten auch diverse landwirtschaftliche Flächen und Nutzviehhaltung.

#### Tötungsanstalt Grafeneck
2,6 Straßenkilometer von Fluss und Gestüt, ein Seitental aufwärts, liegt im Abseits das ehemalige evangelische Samariter-Stift Grafeneck für behinderte krüppelhafte Männer. Im Oktober 1939 hat das NS-Regime durch den Münsinger Landrat das Schlossgebäude „für Zwecke des Reiches“ offiziell beschlagnahmt, um es als erste Tötungsanstalt des NS-Regimes zu nutzen. Anfang 1940 wurde das Schloss ein Jahr lang als Tötungsanstalt von Menschen, die aus Krankenanstalten und Heimen verlegt wurden, genutzt. Bis zur Schließung im Dezember 1940 wurden 10.654 Menschen mit Behinderung in einer als Duschraum getarnten Gaskammer, die sich in einer „Garage“ befand, getötet.

### Buttenhausen

#### Roßbachquelle

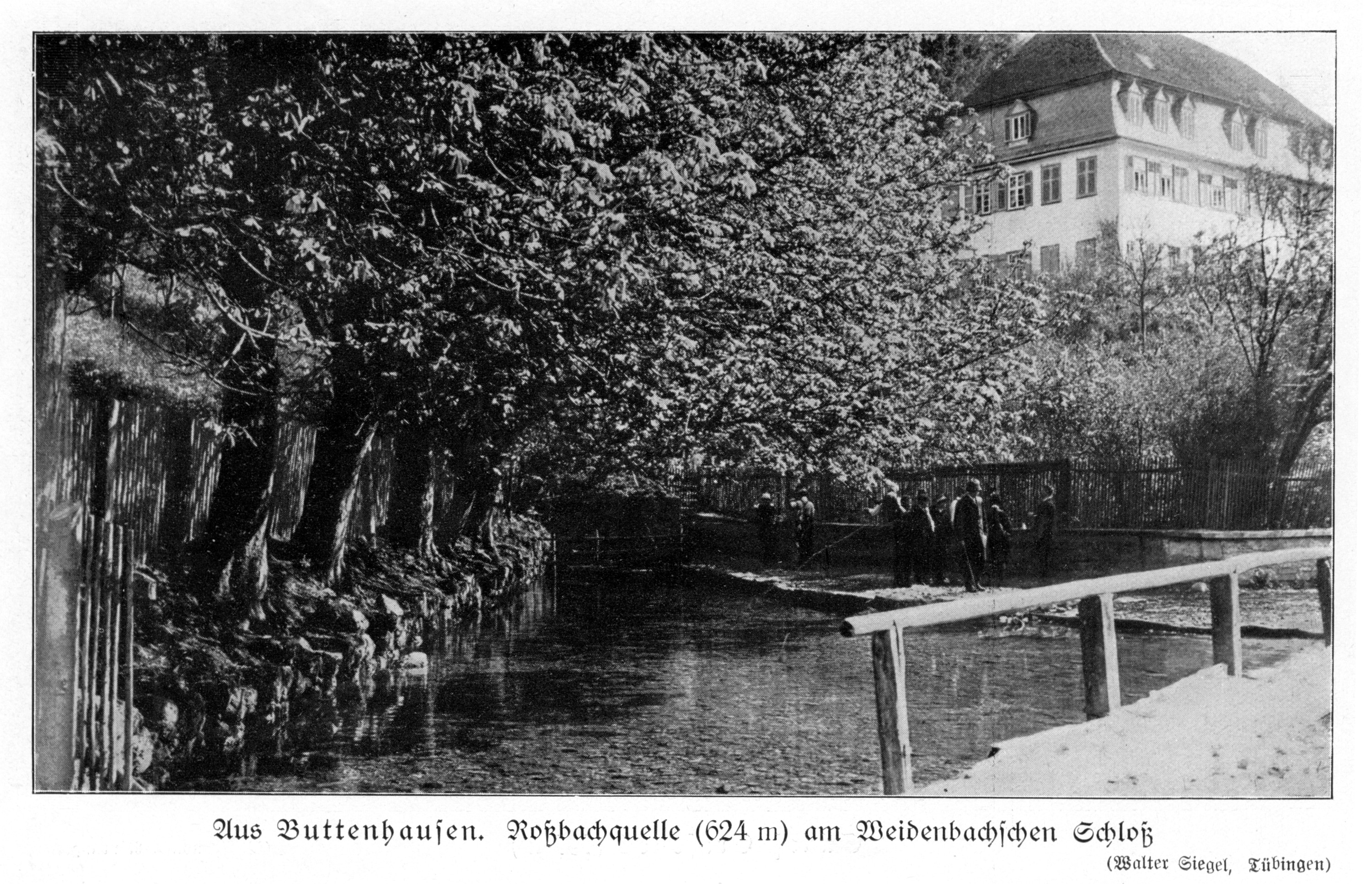
Roßbachquelle Buttenhausen vor 1914

Das Naturdenkmal Karstquelle-Roßbach-Ursprung kommt am linken Talrand aus den Weißjura-Schichten (Kimmeridgium, ki1 und ki2) des Galgenbergs zutage – unterhalb des 1816 erbauten Weidenbach-Schlosses des örtlichen Adels (heute Bruderhausdiakonie). Die Quelle ist durch ein mit einem Metallgitter versehenes Gewölbe geschützt. Bis 1909 war diese Quelle die Haupttrinkwasserversorgung des Ortes. Der Bach, der nach 300 m in die Lauter mündet, war eine ideale Viehtränke.

#### Jüdisches Leben in Buttenhausen
Im Gebäude der ehemaligen Bernheimer’schen Realschule in Buttenhausen ist seit 2013 das Jüdische Museum untergebracht. In Buttenhausen bot ein Judenschutzbrief von 1787 zunächst 25 jüdischen Familien eine Ansiedlung. Ein friedliches christlich-jüdisches Zusammenleben entwickelte sich. Ab der Mitte des 19. Jahrhunderts umfasste die jüdische Gemeinde die Hälfte der gesamten Dorfbevölkerung. Das NS-Regime hat die jüdische Gemeinde ausgelöscht (siehe den Weblink unten: Juden in Buttenhausen).

#### Der Ikarus vom Lautertal
Gustav Mesmer, geboren 1903 in Altshausen, starb 1994 im Alter von 91 Jahren in Buttenhausen, wo er seit 1964 als Korbflechter arbeitete und lebte. Er hatte in den ersten 61 Jahren seines Lebens ein schweres Schicksal. Nach einer „Störung“ eines Gottesdienstes und aufgrund „auffälliger Verhaltensweisen“ wurde er aufgrund eines hausärztlichen Berichts im März 1929 in die Heilanstalt Bad Schussenried eingewiesen. Nach mehreren, letztlich erfolglosen Ausbruchsversuchen und einem insgesamt 35-jährigen Aufenthalt wurde er 1964 entlassen und lebte seitdem in der Bruderhausdiakonie Buttenhausen. Der zeichnerisch und handwerklich geschickte Träumer wurde wegen seiner zahlreichen fantastischen Zeichnungen und seiner mit Fahrrad und Holzkonstruktionen fahrenden Fluggeräte als „Ikarus vom Lautertal“ bekannt. Seine Werke werden immer wieder – auch aktuell – als Kunstwerke in Ausstellungen gezeigt.

### Lauteracher Sehenswürdigkeiten

#### Steinsäge
Am Beginn des Wolfstals (ein Tal vor dem Ort Lauterach) wurde ein historisches Steinbruch-Werkzeug wieder aufgestellt, eine restaurierte Steinsäge aus dem Kalktuff-Steinbruch bei der Laufenmühle. Die Säge diente zum Schneiden von Steinquadern, die, weil sehr geeignet, früher gerne für den lokalen Hausbau genutzt wurde.

#### Wolfstal
Das Wolfstal, ein beliebtes linksseitiges Wanderer-Nebental der Lauter, ist ein enges, tiefeingekerbtes Durchbruchstal zur Großen Lauter. Besonders zur Blütezeit wächst dort ein extensiver Märzenbecher-Teppich. Aber auch zu anderen Jahreszeiten ist es ein ruhiger Wanderpfad (außer an Wochenenden) mit Felsen und einer „Bärenhöhle“ im Kalkgestein.

#### Lautermündung
Da sich die sehr wasserreiche Aaredonau und danach die kleinere Donau bis heute etwa 200 m eingetieft hatten, musste die Große Lauter im Laufe ihrer Erdgeschichte ihr Gefälle auf den letzten 20 % ihrer Strecke am Unterlauf bei Lauterach um 33 % erhöhen, damit sie, durch eine bewaldete Schlucht stürzend, die Mündungstiefe der Donau erreichen konnte.

### Wacholderheiden/Magerrasen

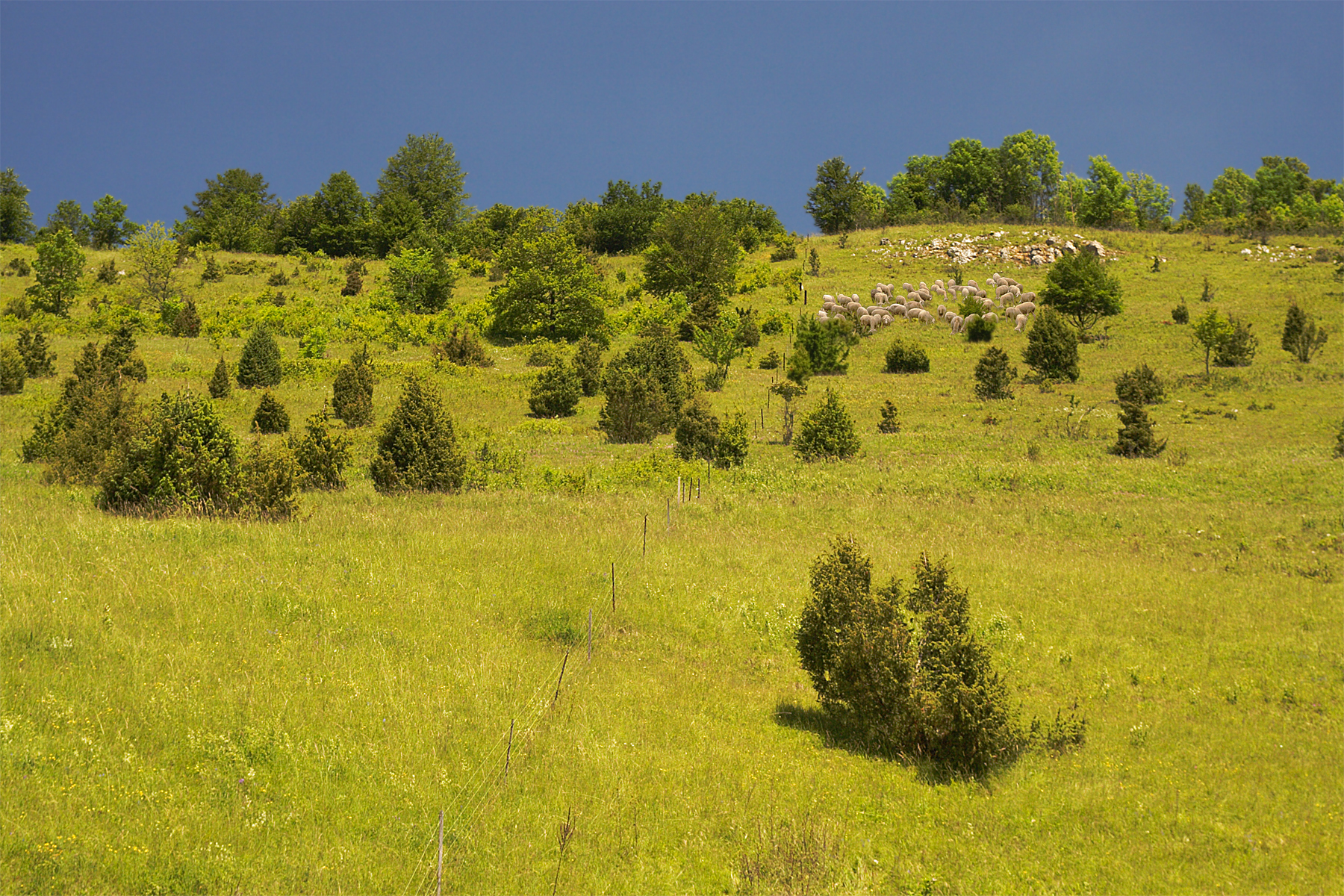
Wacholderheide Eichhalde, vor Buttenhausen. Der Zaun zeigt die Verbuschungsgefahr ohne Weidung

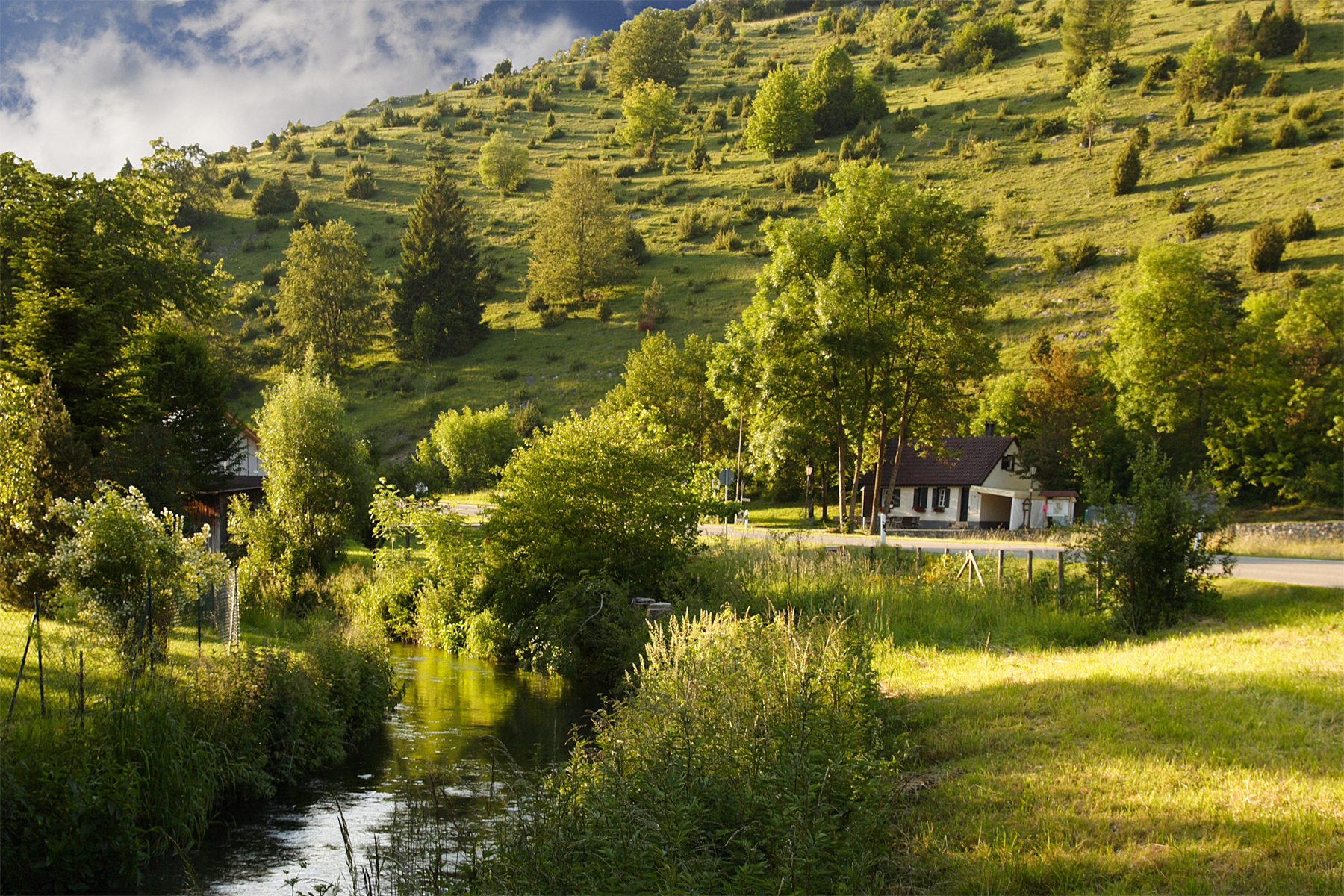
Wacholderheide am Talhang bei Bichishausen

Im 18. und 19. Jahrhundert war die Schafehütung eine flächendeckende Kulturtätigkeit vor allem an Hängen der ganzen Schwäbischen Alb. Der kalkige, meistens nährstoffarme Untergrund eignet sich gut für ausgedehnte Buchenwälder oder eben für Beweidung. Der Verbiss durch Schafe und Ziegen hat alle wohlschmeckenden Pflanzen kurzgehalten. Pflanzen wie Wacholder oder stachelige Disteln wurden von den Tieren gemieden. So bildete sich die für die Schwäbische Alb typische Wacholderheiden-Landschaft. Heute werden die noch nicht aufgegebenen Schafbetriebe subventioniert, damit sie zur Pflege beitragen. Magerrasen oder Halbtrockenrasen, die nur ein- bis zweimal, aber auch nicht mehr als zweimal, jährlich eine Mahd brauchen, gibt es noch zahlreich, wenn früher und heute auch keine Beweidung stattfand. Aber auch ebene Flächen und Talauen werden gerne als Weideland oder für Viehfutter genutzt. Die Bestände dieser Offenlandschaften sind aber wegen tendenziell nicht ausreichender Pflege gefährdet.
An den Hängen des Oberen und Mittleren Lautertals gibt es noch diese Landschaften am auch trockenen Oberlauf, in Gomadingen, Dapfen, Wasserstetten, Buttenhausen, Hundersingen, Bichishausen, Gundelfingen, Weiler.

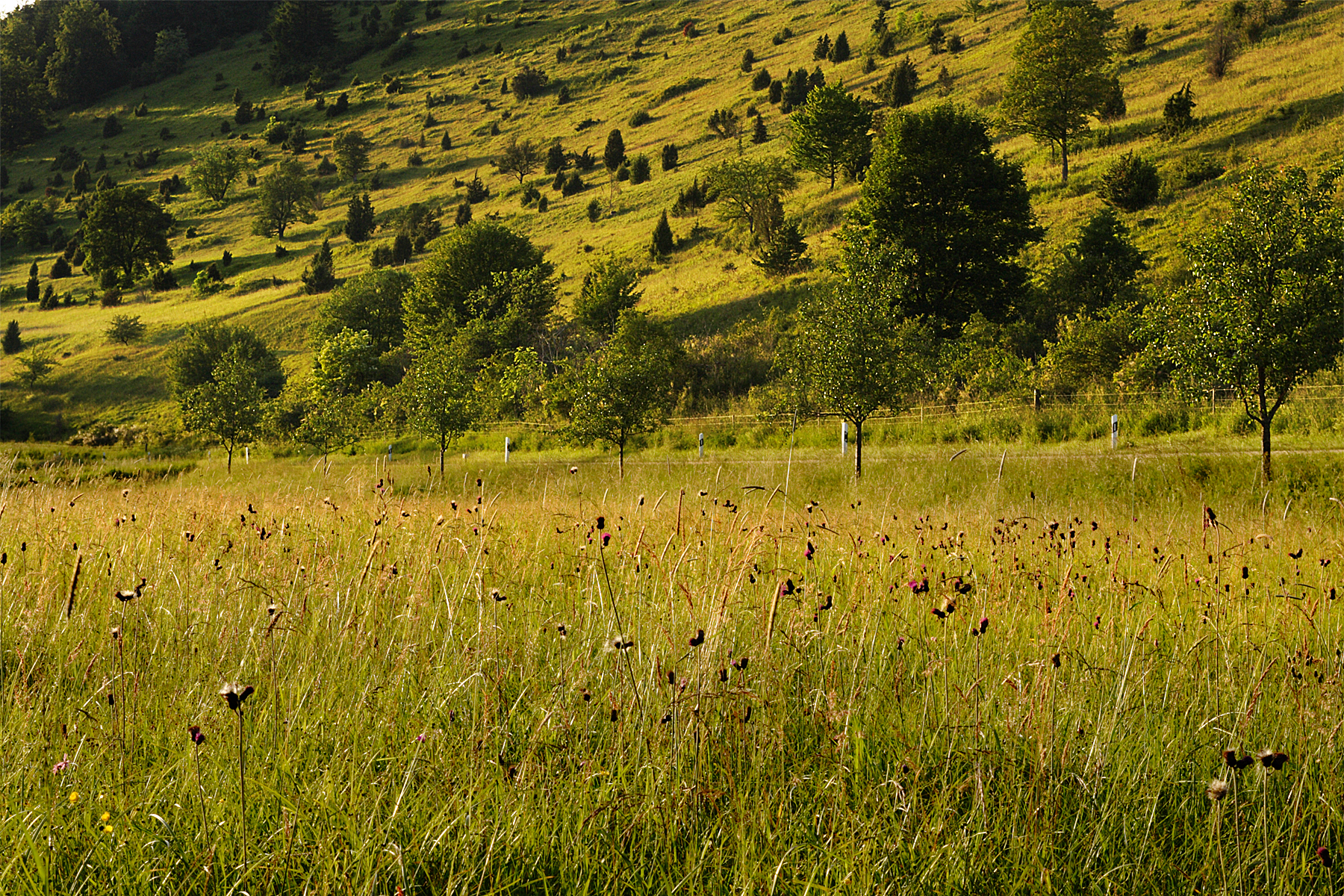
Halbtrockenrasen auf dem Talboden, geschützte Wacholderheide am Hang

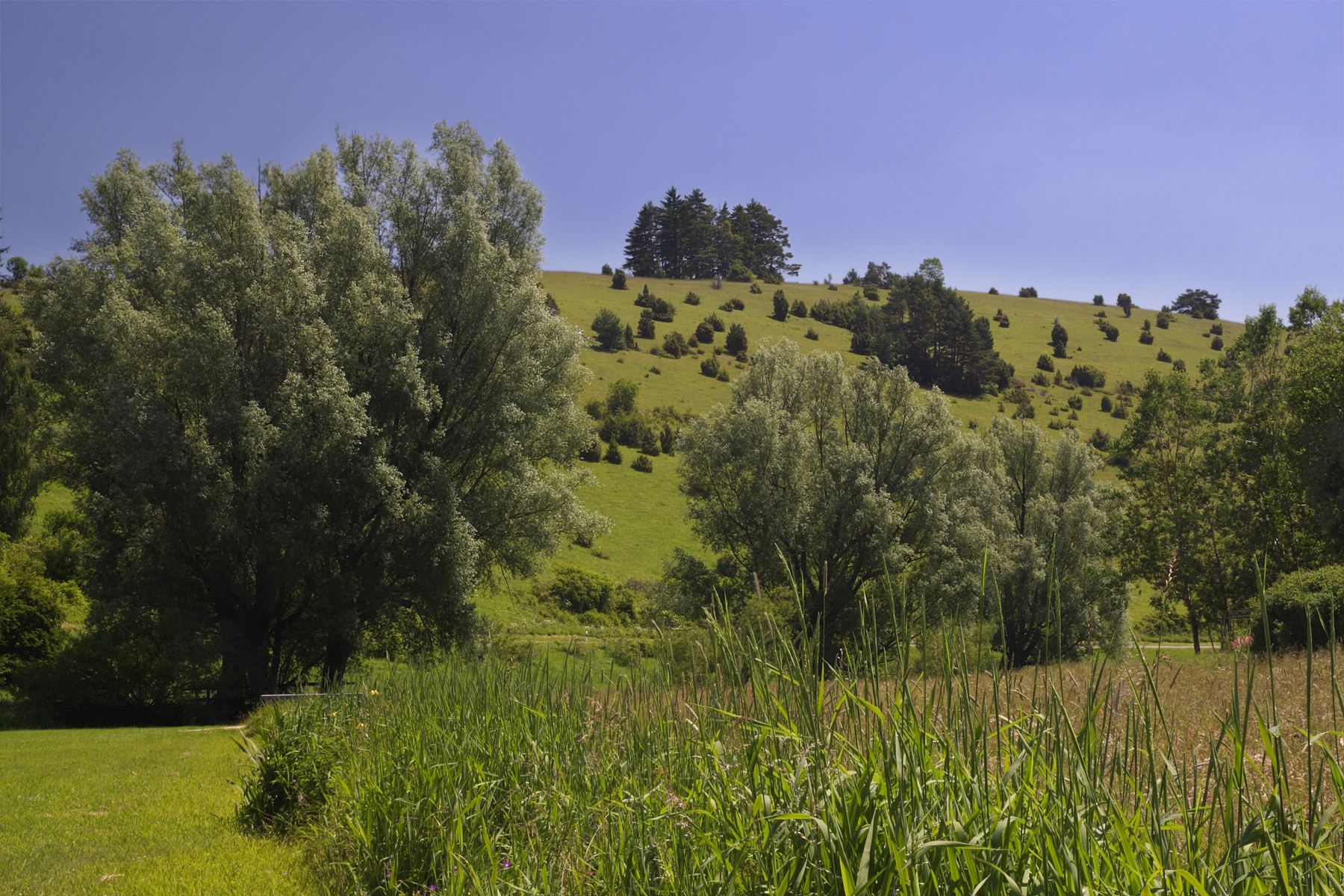
Fluss- und quellfeuchtes Tal der Oberen Großen Lauter in Gomadingen, gepflegte Wacholderheide Schömberg

### Burgen
15 Burgruinen in schluchtartigen Teilen des Mittleren und Unteren Großen Lautertals zeugen von bewegten Herrschaftsverhältnissen des Mittelalters. Der durchschnittliche Abstand zwischen den Ruinen beträgt nur 1,4 Kilometer.

### Wassersport
Auf der Lauter ist in beschränkten Zeitzonen Kanufahren mit verschiedenen Schwierigkeitsgraden möglich. Oberhalb von Buttenhausen ist der Fluss ganzjährig gesperrt, von Buttenhausen bis Unterwilzingen im Zeitraum vom 15. März bis 30. Juni. Ausnahmegenehmigungen für Einzelfahrer können für den Abschnitt Anhausen bis Unterwilzingen von der Naturschutzbehörde Ulm erteilt werden. Organisierte Fahrten, gewerblicher Verleih und Veranstaltungen benötigen ganzjährig eine behördliche Erlaubnis.
Um eine Übernutzung des Gewässers zu vermeiden, ist die Befahrung der Lauter zwischen Buttenhausen und Anhausen an Wochenenden und Feiertagen im Zeitraum vom 1. Juli bis 30. September nicht gestattet. Weiterhin bestehen für die Befahrung Mindest- und Höchstwerte für den Wasserstand: Als Mindestpegel gilt in Indelhausen an der Getreidemühle 30 cm, empfohlen wird ein Mindestpegel von 45 cm. Für den Abschnitt zwischen Unterwilzingen bis zur Mündung in die Donau ist eine Befahrung bei einem Pegel von 75 cm und mehr am Pegel Lauterach nicht gestattet.

### LUBW
Amtliche Online-Gewässerkarte mit passendem Ausschnitt und den hier benutzten Layern: Lauf und Einzugsgebiet der Lauter

Allgemeiner Einstieg ohne Voreinstellungen und Layer: Daten- und Kartendienst der Landesanstalt für Umwelt Baden-Württemberg (LUBW) (Hinweise)
1. ↑  Länge nach dem Layer Gewässernetz (AWGN).
2. ↑  Einzugsgebiet nach dem Layer Basiseinzugsgebiet (AWGN).
3. ↑  Höhe nach dem Höhenlinienbild auf dem Hintergrundlayer Topographische Karte.
4. 1 2 3 4 5  Höhe nach grauer Beschriftung auf dem Hintergrundlayer Topographische Karte.
5. 1 2  Einzugsgebiet nach dem Layer Aggregierte Gebiete 05.
6. 1 2 3 4  Einzugsgebiet abgemessen auf dem Hintergrundlayer Topographische Karte.
7. ↑  Einzugsgebiet nach dem Layer Aggregierte Gebiete 04.

### Andere Belege
1. ↑  Hans Graul: Geographische Landesaufnahme: Die naturräumlichen Einheiten auf Blatt 179 Ulm. Bundesanstalt für Landeskunde, Bad Godesberg 1952. → Online-Karte (PDF; 4,8 MB)
2. 1 2 3 4  Daten- und Kartendienst der Landesanstalt für Umwelt Baden-Württemberg (LUBW) (Hinweise)
3. ↑  Hochwasser-Vorhersage-Zentrale Baden-Württemberg
4. ↑  Bära, Schmiecha/Schmeie, Lauchert, Ur-Brenz. Der Faulenbach ist nur noch ein kümmerlicher Rest der verschwundenen großen danubischen Eschach
5. ↑  Der im Miozän aktive Vulkanschlot in Scharnhausen, belegt einen 20 km weiter nördlichen Albtrauf bei Stuttgart oder noch weiter nördlich, denn in seinem Schlot wurde Weißer Jura gefunden.
6. ↑  Dongus 2000.
7. ↑  Geotouristische Karte 2006, S. 329.
8. ↑  H. Prinz, 1959.
9. ↑  Stadt Münsingen 1982, S. 549.